# Hubert Suda
Hubert Suda (ur. 20 września 1969) – piłkarz maltański grający na pozycji napastnika. W swojej karierze rozegrał 71 meczów w reprezentacji Malty i strzelił w nich 8 goli.

## Kariera klubowa
Karierę piłkarską Suda rozpoczynał w klubie Sliema Wanderers. W 1986 roku awansował do kadry pierwszej drużyny i wtedy też zadebiutował w niej w maltańskiej Premier League. W Sliemie występował do końca sezonu 1996/1997. Wraz ze Sliemą dwukrotnie wywalczył tytuł mistrza Malty w sezonach 1988/1989 i 1995/1996 oraz trzykrotnie wicemistrzostwo Malty w sezonach 1987/1988, 1989/1990 i 1994/1995. Zdobył też Puchar Malty w 1990 roku.
W 1997 roku Suda przeszedł do klubu Valletta FC. Grał w nim w sezonie 1997/1998 i wywalczył wówczas tytuł mistrzowski. Po sezonie 1997/1998 ponownie zmienił klub i został zawodnikiem zespołu Birkirkara FC. W sezonie 1999/2000 został z nim mistrzem kraju, a w 2002 roku zakończył karierę sportową.
| Sezon   | Klub             | Kraj  | Rozgrywki      | Mecze | Bramki |
| ------- | ---------------- | ----- | -------------- | ----- | ------ |
| 1986/87 | Sliema Wanderers | Malta | Premier League | 1     | 0      |
| 1987/88 | Sliema Wanderers | Malta | Premier League | 0     | 0      |
| 1988/89 | Sliema Wanderers | Malta | Premier League | 6     | 1      |
| 1989/90 | Sliema Wanderers | Malta | Premier League | 9     | 4      |
| 1990/91 | Sliema Wanderers | Malta | Premier League | 16    | 6      |
| 1991/92 | Sliema Wanderers | Malta | Premier League | 16    | 8      |
| 1992/93 | Sliema Wanderers | Malta | Premier League | 18    | 9      |
| 1993/94 | Sliema Wanderers | Malta | Premier League | 14    | 6      |
| 1994/95 | Sliema Wanderers | Malta | Premier League | 15    | 12     |
| 1995/96 | Sliema Wanderers | Malta | Premier League | 17    | 11     |
| 1996/97 | Sliema Wanderers | Malta | Premier League | 24    | 15     |
| 1997/98 | Valletta FC      | Malta | Premier League | 27    | 11     |
| 1998/99 | Birkirkara FC    | Malta | Premier League | 14    | 3      |
| 1999/00 | Birkirkara FC    | Malta | Premier League | 13    | 2      |
| 2000/01 | Birkirkara FC    | Malta | Premier League | 19    | 4      |
| 2001/02 | Birkirkara FC    | Malta | Premier League | 10    | 6      |

## Kariera reprezentacyjna
W reprezentacji Malty Suda zadebiutował 18 października 1988 roku w przegranym 0:2 towarzyskim meczu z Izraelem, rozegranym w Beer Szewie. W swojej karierze grał między innymi w: eliminacjach do MŚ 1990, Euro 92, MŚ 1994, Euro 96, MŚ 1998, Euro 2000 i MŚ 2002. Od 1988 do 2001 roku rozegrał w kadrze narodowej 71 meczów i strzelił w nich 8 goli.